# Inner City
Inner City is een Amerikaanse danceact van producer Kevin Saunderson. Aanvankelijk vormde hij de act met zangeres Paris Grey en in die hoedanigheid had Inner City zijn grootste successen. Het nummer Big Fun (1988) betekende de wereldwijde doorbraak van de Detroit-techno. De track Good life uit hetzelfde jaar scoorde eveneens hoog in de hitlijsten. In de tweede helft van de jaren negentig trok Grey zich grotendeels terug en is Inner City een project van Saunderson waarvan zo nu en dan een single verschijnt. Vanaf 2008 maakt de groep diverse kortstondige comebacks in wisselde samenstelling. Vanaf 2019 is Inner City een trio waar naast Kevin ook zijn zoon Dantiez en zangeres Steffanie Christi’an toe behoren.

## Ontstaan
Kevin Saunderson (1964) is in de vroege jaren tachtig onderdeel van de eerste generatie techoproducers uit Detroit. Samen met schoolvrienden Derrick May en Juan Atkins vormt hij Belville Three, die met Kraftwerk en Depeche Mode als voorbeelden de eerste technomuziek maken. Sommige technoplaten zijn ook succesvol in de housescene van Chicago. In 1987 wil Kevin een track maken die er kan worden gedraaid tussen de housemuziek. Hij produceert de basis van de track Big Fun, maar hij besluit dat er vocalen nodig zijn om het af te maken. Via houseproducer Terry Baldwin komt hij in contact met de uit Chicago afkomstige Shanna Jackson (1965), een winkelbediende die in haar vrije tijd in clubs zingt met als artiestennaam Paris Grey. Onder die naam zong ze ook enkele houseplaten waaronder Reach For Your Dreams voor Baldwin. Saunderson stuurt haar een band met de muziek, waarbij ze een tekst en zangpartij bedenkt. Daarna vliegt ze naar Detroit om het resultaat aan Saunderson in zijn appartement te presenteren. Saunderson is tevreden en Big Fun wordt op single uitgebracht. Bovendien staat het nummer op de invloedrijke verzamel-cd Techno! The New Dance Sound Of Detroit, waarmee de technoscene van Detroit probeert om in Europa een voet aan de grond te krijgen, nadat gebleken is dat de muziek er aanslaat. Het album bereikt de top 10 van de Britse hitlijsten waarbij Big Fun de brug maakt naar radiovriendelijke muziek. De single heeft een behoorlijke invloed op het ontstaan van de Eurodance. Zo vormt deze de inspiratie voor Pump Up the Jam van Technotronic.  

## Succesjaren
Big Fun is een groot succes. Het nummer staat binnen de kortste keren wereldwijd in de hitlijsten. Ook in Nederland bereikt het nummer de top 10. Nog groter is de single Good life, die daarna verschijnt. Beide singles staan op het album Paradise, dat in 1989 in de winkels ligt. Aan het album wordt ook meegewerkt door Chez Damier en Juan Atkins. Op het album slaat het duo een richting tussen dance en soulpop in. Later duiken er ook invloeden uit gospel op. Voor het tweede album moet de groep onder druk van de platenmaatschappij echter zijn geluid aanpassen. De platenmaatschappij wil de groep omvormen tot het Amerikaanse antwoord op Soul II Soul. Op de single Whatcha gonna do with my lovin'  pakt de koerswijziging goed uit. Maar het album Fire (1990), waar het nummer niet op staat, stelt qua succes teleur. Twee jaar later volgt Praise (1992), dat het weer iets beter doet. Het album snijdt sociale thema's aan en bevat invloeden uit de gospel. De single Pennies from heaven wordt een hit en van Hallelujah, een albumtrack van Fire, wordt door Leftfield een nieuwe versie gemaakt. Ook Juan Atkins, Marc Kinchen en Altern-8 produceren nummers mee. En ook de singles Follow your heart en Let it reign, waarbij wordt ingespeeld op de populariteit van rave, doet het in eigen land goed. Bij elkaar verkoopt Inner city in deze jaren ongeveer zes miljoen platen. 
In de tussentijd is Kevin ook solo actief. Hij maakt platen als Reese en E-Dancer. En met The Reese-project zet hij zelfs een tweede formatie op, waarin zijn vrouw Ann Saunderson zingt. 

## Rustige periode
In de tweede helft van de jaren negentig komt Inner City op een laag pitje te staan. Paris wil zich voltijds richten op haar gezin. Al is de band nooit officieel gestopt. Kevin Saunderson richt zich meer op zijn niet onverdienstelijke loopbaan als dj. Toch verschijnt er zo nu en dan wel een single met Inner city. In 1999 maakt hij met Paris een nieuwe variant van Good life. De Buena vida-versie is een Spaanstalige bewerking van de hit. Ook doen Saunderson, zijn vrouw Ann en Paris een bijdrage aan het album Flatspin (2000) van Ken Ishii op het nummer Iceblink. Latere singles zoals Good love (2001) en Say something (2004) zijn gemaakt in samenwerking met Ann Saunderson.

## Herstart
Rond 2008 krijgt Kevin zin om Inner City nieuw leven in te blazen. Hij zoekt Paris weer op en doen een aantal reünieoptredens om te zien of men er nog steeds op zit te wachten. De reacties zijn enthousiast. De kinderen van Paris zijn intussen volwassen en daarom besluit ze weer met Inner City aan de slag te gaan. Een nieuwe liveact wordt opgebouwd en ook Ann Saunderson wordt aan de bezetting toegevoegd. In 2011 worden er enkele nieuwe nummers opgenomen. Daarvan verschijnt Future als single op het Defected Records label. Het nummer Bad Girl (2014) is een ode aan de twee jaar eerder overleden zangeres Donna Summer. Het duo geeft aan een nieuw album op te nemen. Dit verschijnt echter niet. In 2017 is Inner City weer een soloproject, waarbij wisselende vocalisten worden ingeschakeld. Op de single Good Luck is er een bijdrage van zoon Dantiez Saunderson in de vorm van een remix. In 2019 gaat Saunderson een monsterverbond aan met Armin van Buuren en maken ze de single It Could Be. In 2020 verschijnt er voor het eerst in 28 jaar een nieuw album. Op het album is Dantiez intussen een vast onderdeel geworden van Inner City. Als zangeres is Steffanie Christi’an tot de groep toegetreden. Het titelnummer wordt echter ingegesproken door Idris Elba.  

## Trivia
- Inner City heeft veel invloed gehad op de vorming van dancemuziek, vooral het eurodancegeluid van artiesten als Snap!, 2 Unlimited en Culture Beat.
- De hit Inner City life van Goldie uit 1994 is een eerbetoon aan de groep.
- Inner City was de inspiratie voor de naam van het dance-evenement Innercity dat tussen 1999 en 2007 jaarlijks in de RAI werd gehouden.
- De Duitse dj Thomas Schumacher maakte in 2002 een jazzdanceversie van Good life met de Japanse zangeres Kaori.
- De Britse dj Pete Tong maakt in 2016 met The Heritage Orchesta van dirigent Jules Buckley een symfonische versie van Good Life.

## Discografie

### Albums
- 1989 Paradise
- 1990 Fire
- 1992 Praise
- 2020 We All Move Together

### Compilaties/Remix albums
- 1989 Paradise remixes
- 1990 Testament 93
- 2001 Best off: The good life
- 2003 Good life: The best off
- 2012 Big fun: Big hits! The collection

### Singles
- 1988 Big fun (TROS Paradeplaat Radio 3)
- 1988 Good life (Veronica Alarmschijf Radio 3)
- 1989 Ain't nobody better
- 1989 Do love what you feel
- 1990 Whatcha gonna do with my lovin?
- 1990 Hallelujah
- 1990 That man (He's all mine)
- 1991 Let it reign
- 1991 Till we meet again
- 1992 Pennies from heaven
- 1992 Follow your heart
- 1992 Praise
- 1993 Back together again
- 1994 Do yah
- 1996 Hiatus
- 1996 Your love
- 1996 Ahnonghay
- 1999 Good life (Buena vida) (Dancesmash op Radio 538)
- 2001 Good love
- 2004 Say something
- 2011 Future
- 2014 Bad Girl
- 2017 Good Luck (ft. LaRae Starr )
- 2018 Heavy (ft. Steffanie Christi'an)
- 2019 It Could Be (ft. Armin van Buuren)
- 2019 30 Years EP